# Пайн-Ридж (округ Колльєр, Флорида)
Пайн-Ридж (англ. Pine Ridge) — переписна місцевість (CDP) в США, в окрузі Колльєр штату Флорида. Населення — 1717 осіб (2020).

## Географія
Пайн-Ридж розташований за координатами 26°13′49″ пн. ш. 81°47′35″ зх. д. / 26.23028° пн. ш. 81.79306° зх. д. (26.230256, -81.792994).  За даними Бюро перепису населення США в 2010 році переписна місцевість мала площу 4,66 км², з яких 4,34 км² — суходіл та 0,32 км² — водойми.

## Демографія
Згідно з переписом 2010 року, у селищі мешкало 1918 осіб у 827 домогосподарствах у складі 527 родин. Густота населення становила 411 осіб/км².  Було 1046 помешкань (224/км²).
Расовий склад населення:
| - 94,9 % — білих - 1,3 % — азіатів - 1,2 % — чорних або афроамериканців - 0,1 % — корінних американців - 1,3 % — осіб інших рас |

До двох чи більше рас належало 1,2 %. Частка іспаномовних становила 8,0 % від усіх жителів.
За віковим діапазоном населення розподілялося таким чином: 19,6 % — особи молодші 18 років, 58,7 % — особи у віці 18—64 років, 21,7 % — особи у віці 65 років та старші. Медіана віку мешканця становила 49,7 року. На 100 осіб жіночої статі у селищі припадало 90,8 чоловіків;  на 100 жінок у віці від 18 років та старших — 91,1 чоловіків також старших 18 років.
Середній дохід на одне домашнє господарство  становив 162 585 доларів США (медіана — 76 786), а середній дохід на одну сім'ю — 229 978 доларів (медіана — 143 295). Медіана доходів становила 99 688 доларів для чоловіків та 47 679 доларів для жінок. За межею бідності перебувало 7,4 % осіб, у тому числі 0,0 % дітей у віці до 18 років та 13,5 % осіб у віці 65 років та старших.
Цивільне працевлаштоване населення становило 938 осіб. Основні галузі зайнятості: фінанси, страхування та нерухомість — 17,0 %, науковці, спеціалісти, менеджери — 15,6 %, освіта, охорона здоров'я та соціальна допомога — 15,4 %.